# Gemuño
Gemuño è un comune spagnolo di 185 abitanti (2007) situato nella comunità autonoma di Castiglia e León.